# The Boy Who Knew Too Much (Simpsons)
"The Boy Who Knew Too Much" är avsnitt 20 från säsong fem av Simpsons. Avsnittet sändes på Fox i USA den 5 maj 1994. I avsnittet gömmer Bart sig från rektor Skinner då han skolkar från skolan. Under tiden han skolkar ser han vad som hände Freddy Quimby och servitör som slutade med en rättegång. Även om hela staden tror att Freddy är skyldig får Barts vittnesmål honom att bli frisläppt men Bart får som straffa kvarsittning eftersom han nu åkt fast för skolkat. Avsnittet skrevs av John Swartzwelder och regisserades av Jeffrey Lynch. Avsnittet innehåller referenser bland annat till Westworld, Den siste actionhjälten, Rädda Willy, Huckleberry Finn, Eddie och Darwin. Avsnittet fick en Nielsen ratings på 10.1 och var det femte mest sedda på Fox under veckan. Marcia Wallace gästskådespelar som Edna Krabappel och Phil Hartman som Lionel Hutz.

## Handling
Det är en solig dag i Springfield och Bart är inte entusiastisk över att gå till skolan. Dagen blir inte bättre av att skolbussen är ersatt av fängelsebussen. Han får sitta i nya obekväma stolar och stanna två timmar extra i skolan eftersom det upptäckts att skolans klockor gått för fort hela terminen. Bart bestämmer sig för att skolka och skriver en falsk lapp att han ska besöka tandläkaren. Edna misstänker att Bart skolkar och kontaktar rektor Skinner. Skinner börjar leta efter Bart och då han precis är på väg att upptäcka honom hoppar han i baksätet på en cabriolet som tillhör Freddy Quimby. Bilen stannar vid Joe Quimbys herrgård där det är en fest. Bart hoppar ur bilen och besöker festen. Freddy hamnar i bråk med kyparen Monsieur Lacosse efter dess uttal av chowder. Då Freddy är i köket tillsammans med kyparen hörs konstiga ljud och Bart ser vad som händer. Freddy åtalas sen för misshandel av kyparen.
Joe försöker muta till sig att Freddy vinner och alla i juryn tror han är oskyldig tills han får ett utbrott av ordet chowder igen. Bart berättar för Lisa att han vet sanningen om misshandeln men kan inte berätta eftersom han då åker fast för att ha skolkat. Det blir åtal och juryn blir Homer, Skinner, Hans Moleman, Ned Flanders, Helen Lovejoy, Jasper, Patty, Apu och Akira. Då Homer får reda på att de andra i juryn anser att Freddy är skyldig bestämmer han sig för att inte hålla med, så ett dödläge skapas och de blir instängda på ett hotell med gratis rumsservice, kabel-tv och Rädda Willy. Lisa övertygar sen Bart att vittna, och Bart berättar för alla att Freddy inte misshandlade servitören utan att servitören snubblade och råkade ut för flera olyckor i köket. Servitörerna hävdar då att det är en lögn men han snubblar igen då och ramlar ut genom fönstret. Freddy frias och Skinner ger Bart fyra månaders kvarsittning för han nu åkt fast för att skolkat trots att han försöker prata bort den. På natten vill Marge berätta för Homer vad som hände då han satt i jury men han verkar inte intresserad och tar på sig sömnglasögon som hon upptäcker och tar ifrån honom.

## Produktion
"The Boy Who Knew Too Much" skrevs av John Swartzwelder och regisserades av Jeffrey Lynch. David Mirkin älskade hela situationen att Bart ser servitören skada sig själv och inte talar sanning samtidigt som han kunde fått Homer att inte sitta i juryn men han bryr sig inte om att ta fast den skyldige eftersom han får gratis hotellvistelse. Mirkin tyckte avsnittet fungerade riktigt bra. Freddy fick göras av Dan Castellaneta. Freddy designadedes som en bror till Quimby så man skulle kunna se de är släkt. När Bart flyr från Skinner springer Bart nedför en backe vilket är samma backe som i Kamp Krusty. Marcia Wallace gästskådespelar som Edna Krabappel och Phil Hartman som Lionel Hutz.

## Kulturella referenser
Under åkturen i fängelsebussen tittar Bart ut genom fönstret och har en dröm att han, Huckleberry Finn och Abraham Lincoln sitter på en flotte. Enligt Mirkin gillade Swartzwelder ha med amerikanska presidenter och speciellt Lincoln. Scenen då Skinner jagar Bart är en parodi på Westworld.  Regissören David Silverman har sagt att Lynch och Brad Bird tittade på Westworld innan animeringen för att få kulisserna att likna den så mycket som möjligt. Mirkin har sagt att delen är ett bra exempel på ett samarbete, animatörerna ser Westworld och kompositören Alf Clausen fick lyssna på soundtracken från filmen. Då Bart berättar för Rainier Wolfcastle att hans sista filmen verkligen sög och Clancy Wiggum klagar på hans magiska biljett i filmen är en referens till Den siste actionhjälten. Wolfcastle flickvän kallas Maria, samma som dåvarande frun till Arnold Schwarzenegger.
Matt Groening är tecknaren i rättegången. Av de tolv jurymedlemmarna är Homer den enda att rösta att Freddy är oskyldig, som en referens till 12 edsvurna män. Under rättegången sjunger Homer en jingel från Meow Mix i huvudet. Jasper pratar om att han vill gå hem och se SeaQuest DSV. Den nya versionen av Rädda Willy som Homer ser på slutar med att späckhuggaren krossar Jesse. Homer säger då att han inte gillar den nya versionen. Skinner säger till Homer att de är som Omaka par när de delar hotellrum och Skinner plockar upp en cigarrstump från golvet med sitt paraply.

## Mottagande
Avsnittet hamnade på plats 15 över mest sedda program under veckan med Nielsen ratings på 10.1, vilket gav 9,5 miljoner hushåll och det femte mest sedda på Fox under veckan. I boken I Can't Believe It's a Bigger and Better Updated Unofficial Simpsons Guide har Warren Martyn och Adrian Wood hyllat avsnittet för servitören  Monsieur Lacosse och Skinners jakt på Bart. Hos DVD Movie Guide har Colin Jacobson sagt att Freddy Quimby kan mycket väl vara den mest obehagliga rollfiguren till att bli snäll på ett underhållande sätt, Freddy är däremot mindre underhållande än sin farbror. Det är ganska häpnadsväckande att se Skinner så snabbt återuppta sin ilska mot Bart efter förra avsnittet. Lägg till att Homers juryplikt för ge avsnittet ännu mer underhållning.
Patrick Bromley på DVD Verdict gav avsnittet betyget A för sina utmärkta bitar hela tiden, skämt för skämt och är en av säsongens roligaste. Under 2007 kallade Patrick Enright från MSNBC avsnittet som hans tionde favoritavsnitt från serien. Den är ett perfekt exempel på seriens skämt om slumpen och på grund av skämt såsom Homer sjunger Meow Mix och vi upptäcker vad som händer vid dödläget.